# Сельское поселение Русскинская
Се́льское поселе́ние Русскинская — муниципальное образование в Сургутском районе Ханты-Мансийского автономного округа Российской Федерации.
Административный центр — деревня Русскинская.

## История
Статус и границы сельского поселения установлены Законом Ханты-Мансийского автономного округа - Югры от 25 ноября 2004 года № 63-оз «О статусе и границах муниципальных образований Ханты-Мансийского автономного округа - Югры»

## Население
| 2010  | 2012  | 2013  | 2014  | 2015  | 2016  | 2017  |
| ----- | ----- | ----- | ----- | ----- | ----- | ----- |
| 1686  | ↘1658 | ↘1639 | ↘1585 | ↘1551 | ↘1542 | ↘1532 |
| 2018  | 2019  | 2020  | 2021  |       |       |       |
| ↗1569 | ↘1557 | ↗1563 | ↗1880 |       |       |       |

## Состав сельского поселения
| № | Населённый пункт | Тип населённого пункта          | Население |
| - | ---------------- | ------------------------------- | --------- |
| 1 | Русскинская      | деревня, административный центр | ↗1880     |